# شهرك حمزة (مقاطعة دهلران)
شهرك حمزة (بالفارسية: شهرک حمزه) هي قرية تقع في قسم دشت عباس الريفي (مقاطعة دهلران) في إيران. يقدر عدد سكانها بـ 599 نسمة بحسب إحصاء 2016.